# TuS Bochum 08
TuS Bochum 08 (celým názvem: Turn- und Sportverein Bochum 08 e. V.) byl německý sportovní klub, který sídlil ve městě Bochum ve spolkové zemi Severní Porýní-Vestfálsko. Založen byl v roce 1908 pod názvem SuS Bochum 08. Svůj poslední název nesl od roku 1924. Zanikl v roce 1938 po fúzi s Germania Bochum a TV 1848 Bochum do nově založené organizace VfL Bochum. Klubové barvy byly modrá a bílá.
Největším úspěchem klubu byla dvouletá účast v Gaulize Westfalen, jedné ze skupin tehdejší nejvyšší fotbalové soutěže na území Německa. Své domácí zápasy odehrával na Stadion an der Castroper Straße.

## Historické názvy
Zdroj: 
- 1908 – SuS Bochum 08 (Spiel- und Sportverein 08 Bochum)
- 1919 – fúze s TV zu Bochum ⇒ TuS Bochum 1848 (Turn- und Sportverein Bochum 1848)
- 1924 – TuS Bochum 08 (Turn- und Sportverein Bochum 08 e. V.)
- 1938 – fúze s Germania Bochum a TV 1848 Bochum ⇒ VfL Bochum
- 1938 – zánik

## Umístění v jednotlivých sezonách
Stručný přehled
Zdroj: 
- 1935–1937: Gauliga Westfalen
- 1937–1938: Bezirksliga Westfalen

Jednotlivé ročníky
Zdroj: 
Legenda: Z - zápasy, V - výhry, R - remízy, P - porážky, VG - vstřelené góly, OG - obdržené góly, +/- - rozdíl skóre, B - body, zlaté podbarvení - 1. místo, stříbrné podbarvení - 2. místo, bronzové podbarvení - 3. místo, červené podbarvení - sestup, zelené podbarvení - postup, fialové podbarvení - reorganizace, změna skupiny či soutěže
| Velkoněmecká říše (1935 – 1938) |                       |        |     |     |     |     |     |     |     |     |        |
| Sezóny                          | Liga                  | Úroveň | Z   | V   | R   | P   | VG  | OG  | +/- | B   | Pozice |
| 1935/36                         | Gauliga Westfalen     | 1      | 18  | 6   | 2   | 10  | 33  | 48  | -15 | 14  | 7.     |
| 1936/37                         | Gauliga Westfalen     | 1      | 18  | 3   | 3   | 12  | 20  | 63  | -43 | 9   | 10.    |
| 1937/38                         | Bezirksliga Westfalen | 2      | ... | ... | ... | ... | ... | ... | ... | ... |        |